# NGC 460
NGC 460 est une nébuleuse en émission contenant un amas ouvert. Elle est située dans la constellation du Toucan. NGC 460 a été découverte par l'astronome écossais James Dunlop en 1826.